# Mateo Benigno de Moraza
Mateo Benigno de Moraza y Ruiz de Garibay (Vitoria, 21 de septiembre de 1817-Vitoria, 17 de enero de 1878) fue un jurista y político español, diputado a Cortes por Álava, así como rector de la Universidad Literaria de Vitoria, secretario del ayuntamiento de la capital alavesa y consejero de la Diputación de Álava. Fue un acérrimo defensor de los fueros vascos, cuyas virtudes alabó en las Cortes en encendidas alocuciones. Fue, asimismo, correspondiente de la Real Academia de la Historia y miembro del Real Ateneo Científico, Literario y Artístico de Vitoria y de la Asociación Euskara de Navarra.

## Biografía

### Infancia y estudios
Moraza nació en Vitoria el 21 de septiembre de 1817, en la calle de la Cuchillería, en la casa que en la actualidad se corresponde con el número 4. Era hijo de los vitorianos Juan Agustín Moraza Lafuente y Sinforosa Ruiz de Garibay y Moñino. Bajo la tutela del sacerdote Izaga, obtuvo las primeras nociones de latín. Más tarde, en el convento de Santo Domingo de su ciudad natal, estudió Latín y Humanidades. En la biografía que Fermín Herrán escribe de él, sostiene que se distinguía «entre todos los que a aquellas lecciones asistían por la facilidad de su memoria, por la rectitud de su criterio y la profundidad de sus juicios, que asombraban a sus maestros y a cuantos tenían ocasión de tratarle».
Prosiguió con sus estudios en la Universidad del Espíritu Santo de Oñate, y se graduó de Bachiller en Filosofía en agosto de 1832. Se decidió por estudiar Jurisprudencia, para lo que se trasladó a Valladolid. En julio de 1836, recibió el grado de Bachiller en Leyes de la Universidad de Valladolid. A su regreso a Vitoria, el ayuntamiento de la capital alavesa le nombró catedrático interino de Lógica de la Universidad Literaria de Vitoria. También enseñó Matemáticas, Derecho Romano, Filosofía Moral y Literatura. Más tarde, y ya concluidos sus estudios de Derecho, se examinó ante la Audiencia Territorial de Burgos y aprobó el 18 de agosto de 1840, por lo que se le declaró apto para ejercer la abogacía en cualquier rincón de España.

### Abogacía, ayuntamiento y diputación
Poco después de superar el examen, el 14 de septiembre de 1840, se incorporó al Colegio de Abogados de Vitoria. Ocupó en esa institución variados cargos, incluidos los de diputado de la junta directiva, vocal, tesorero y decano, que sería durante años, hasta 1859. También ocupó algunos puestos en el Cuerpo de Artilleros, en el de Ingenieros y en la Intendencia Militar. Regentó, asimismo, un bufete de abogados. En esa época, el 10 de diciembre de 1843, se casó con Josefa Fernández de Leceta, con la que tendría apenas una hija —que además murió siendo bebé—, pues falleció joven.
En esa época, dio sus primeros pasos en el mundo del periodismo, con algunos escritos para El Lirio, periódico dirigido entre 1845 y 1846 por Ramón Ortiz de Zárate. Con este, escribió también una Sindicación de los ataques a los fueros de las Provincias Vascongadas que apareció publicada en el periódico La Nación. También publicó en las páginas de El Porvenir Alavés algún artículo.
El Ayuntamiento de Vitoria lo nombró secretario, cargo que desempeñaría durante más de tres lustros. Entre otras tareas, el consistorio le puso al frente de una comisión que tenía como objetivo interceder para que el ferrocarril internacional que iba a llegar hasta Madrid pasase por Vitoria. También trabajó para que la ciudad fuese elegida sede episcopal, algo que se materializaría con el concordato entre el Estado español y la Santa Sede de 1851.
En 1848, concretamente el 21 de mayo, había sido además nombrado consultor de la provincia de Álava. Aunque dimitió de su cargo el 19 de septiembre de 1854 por cuestiones personales, fue repuesto en él apenas un año después, el 6 de diciembre de 1855. En esa época, pues, simultaneó sus funciones como secretario de la capital y consultor de la provincia. En 1859, dimitió del primero, y quedó solamente al servicio de la diputación. Fallecido Blas Domingo López el 23 de diciembre de 1861, Moraza fue nombrado primer consultor de la provincia el 6 de diciembre de 1862. Durante esos años, fue también designado en varias ocasiones consejero. En torno al año 1873, estuvo preso durante un breve periodo de tiempo, acusado de conspirador.
En 1869, el ayuntamiento fundó la Universidad Literaria libre de Vitoria y designó a Moraza rector interino. En su discurso de aceptación, trazó un recorrido por las ciencias, las letras y el derecho. Volvería a esta temática un lustro más tarde, en abril de 1874, cuando, con motivo de la celebración por parte de la Academia Cervántica Española del aniversario de la muerte de Miguel de Cervantes, escribió otro discurso titulado Cervantes moralista y filósofo cristiano, dedicado a Fermín Herrán.

### Diputado a Cortes y defensa de los fueros
| «La vida de Moraza es una epopeya tristísima, pero llena de enseñanzas. Nació y estudió para los fueros, y murió con ellos, como si su espíritu no pudiera soportar la desaparición de aquello a que vivió consagrado» —Fermín Herrán |

Fue elegido diputado a Cortes en las elecciones de 1867 y volvió a ser elegido diputado en las generales de 1876. Ardiente defensor de los fueros vascongados, y aunque estaba ya enfermo, pronunció famosos discursos en su defensa ante las Cortes, especialmente los del 13 y 19 de junio de 1876. En ellos, según recoge Herrán, «habla del origen de los fueros, los compara con las libertades inglesas, sostiene su antigüedad y la independencia del país por la lengua, por la raza, por las costumbres, citando autoridades nacionales y auténticas». Arguyó, asimismo, que los fueros eran «progresivos», no reaccionarios. Concluyó su alocución del día 13 con las siguientes palabras:

Los vascongados aman con idolatría sus fueros; para los vascongados sus fueron son la vida, el aire, su modo de ser, su pasado, su presente, el motivo de todo su orgullo, el motivo de todo su interés en la tierra. La mayor satisfacción que podéis darles es conservárselo, para que los puedan transmitir ilesos a las generaciones venideras. Este es el ruego que os dirigimos: a la sombra de los fueros hemos nacido y a la sombra de los fueros quisiéramos morir.
Moraza, citado por Herrán

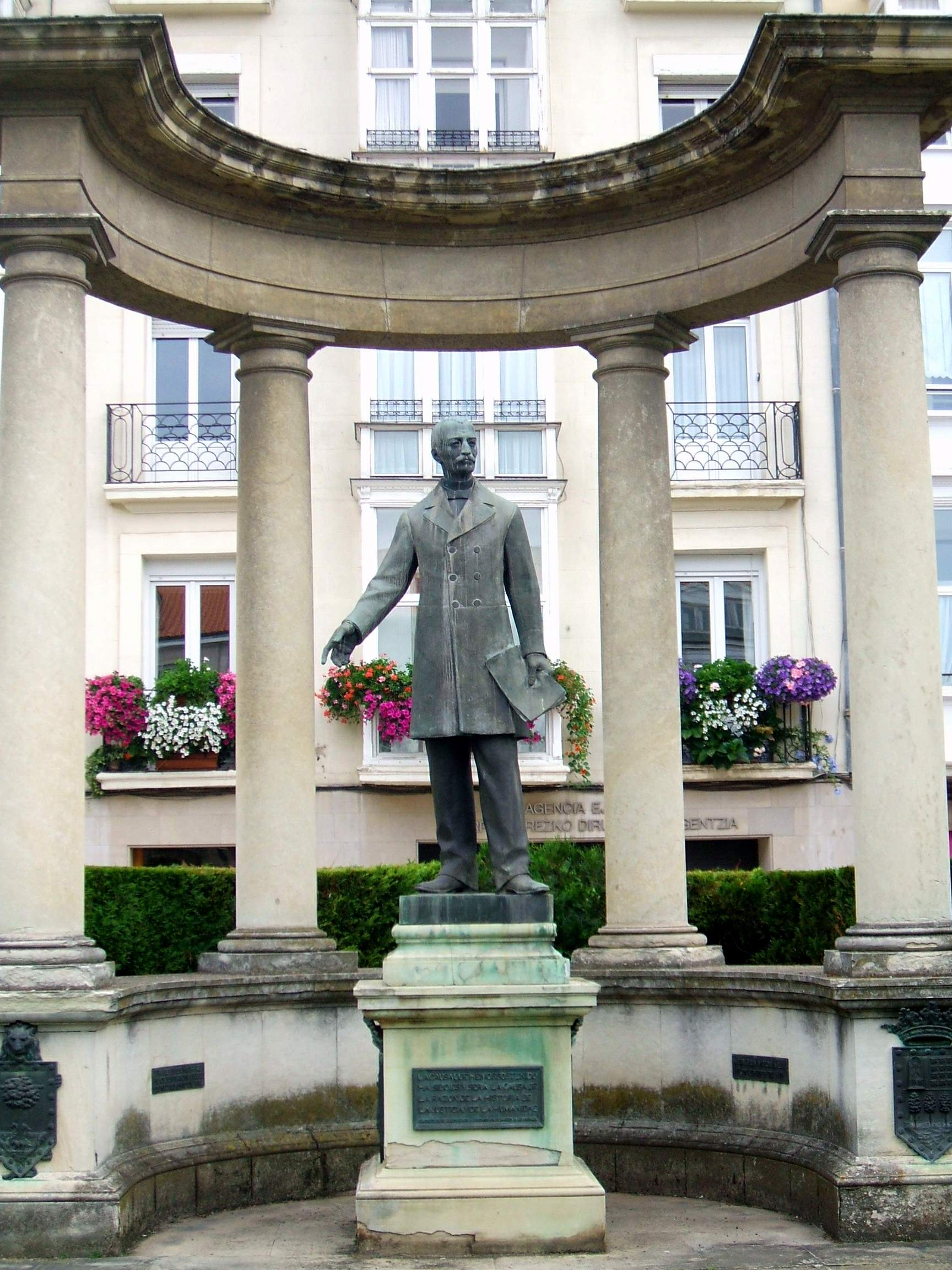
Estatua de Mateo Benigno de Moraza, junto al palacio de la Diputación de Álava en Vitoria

En cualquier caso, la ley de 21 de julio de 1876 acabaría por abolir los fueros. Renunció como diputado en noviembre de ese mismo año, pero volvió a ser elegido en la elección que se celebró para cubrir la vacante que dejaba. Aunque intentó derogar la ley del 21 de julio, fracasó, y volvió a renunciar a su cargo. Falleció poco después, el 17 de enero de 1878, en el portal número 10 de la calle del Prado de su ciudad natal. Una calle, cercana a la casa en la que nació, lleva su nombre desde 1887. También tiene dedicada una estatua en esa ciudad, así como una calle de San Sebastián y una plaza en Bilbao.